# Sætermoen
Sætermoen est une localité du comté de Troms, en Norvège.

## Géographie
Administrativement, Sætermoen fait partie de la kommune de Balsfjord.